# Sari Saltuk Baba

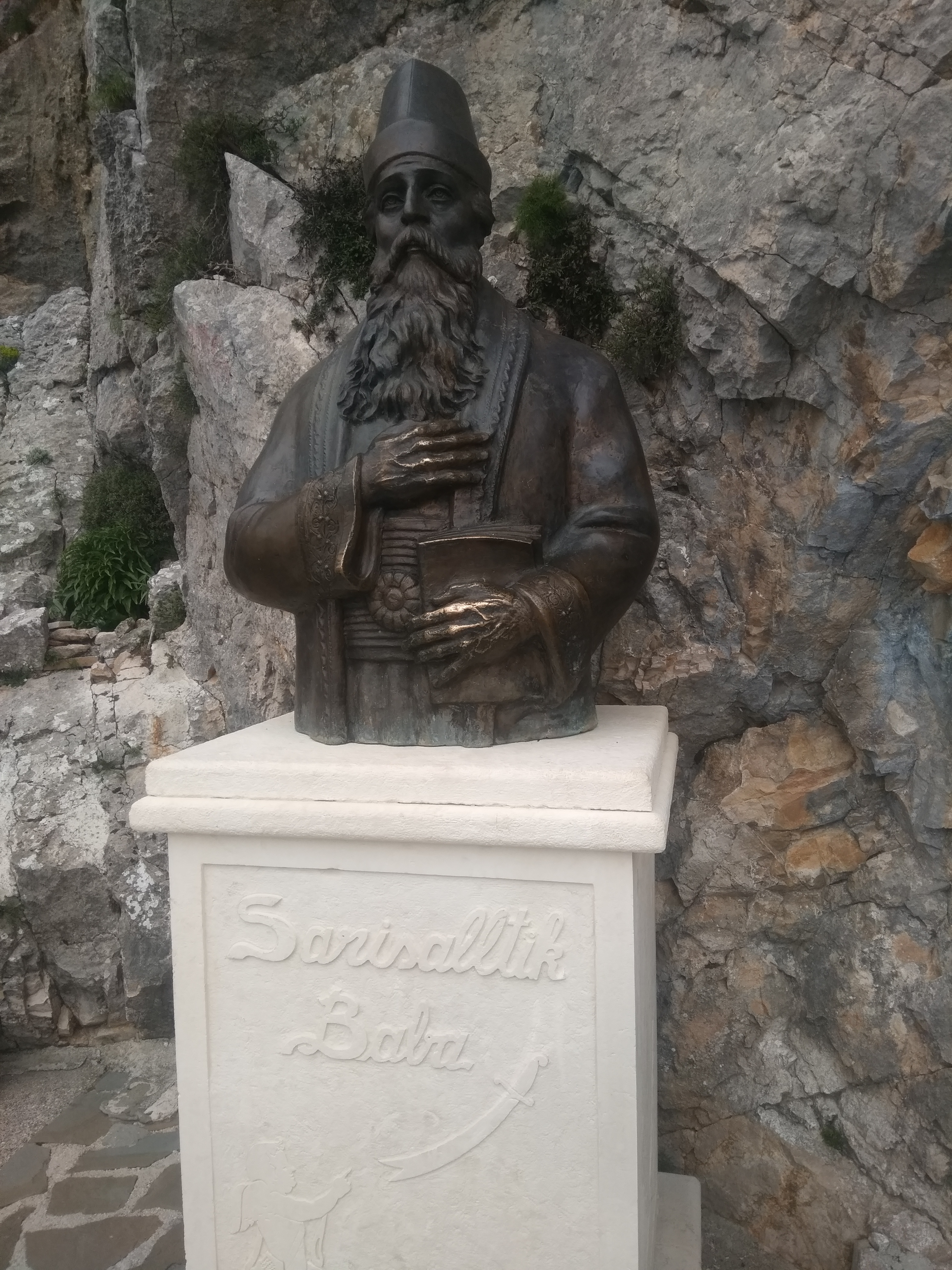
Sari Saltuk Baba (Kruja, Albania)

Sarı Saltuk Baba (d. 1297/1298), cunoscut și sub numele de Sarı Saltuk Dede, este un faimos gânditor și derviș turc, care a propagat religia islamică, mai ales în Balcani și Dobrogea, începând cu anul 1263.
Este un erou al cărui nume are o puternică încărcătură spirituală, fiind considerat un simbol al unității culturii turce, din Asia Centrală și până în Europa.

## Viața și personalitatea
Adevăratul său nume era Șerif Hızır, însă în lucrarea Saltuk-Nâme – dedicată, în cea mai mare parte prezentării vieții sale – apare și cu numele de Șerif, Server, Saltık, sau Seyyid.
Numele tatălui său era Hasan, iar cel al mamei, Rabia. Și-a pierdut tatăl la vârsta de trei ani. Se cunoaște că Sarı Saltuk s-a născut la Sinop, Turcia și că tatăl său trebuie să fi fost conducătorul unui oraș sau a unei provincii.
Sarı Saltuk a fost o persoană luminată, profund respectată nu doar de musulmani, ci în același timp, și de unii vecini creștini. În Saltuk-Nâme este menționat până și faptul că el cunoștea religia și limba creștinilor în măsura unui preot, că s-a aflat în diverse relații cu ei și că pe unii dintre ei a reușit chiar să-i convertească la islam.
În scrierile hagiografice apare ca un bun musulman, stând departe de gruparea "Kalenderiye", prin raderea părului, a mustății, bărbii și a sprâncenelor. De asemenea, se zvonea că își forma cu ușurință prietenii, cum este și cazul celor legate cu Hacı Bektaș Veli, Kutbettin Haydar, Karaca Ahmed, Tapduk Emre, Seyyid Mahmud Hayrani, Ahmed Fakih, Celalettin Rumi sau Seyyid Cemal Kalender.
I s-au atribuit și puteri supranaturale. Uimea prin forța sabiei sale din lemn de curmal, prin tăierea în două a unui copac pe care zece persoane nu îl puteau cuprinde, prin mișcarea sa dintr-un teritoriu într-altul într-o clipită.
Potrivit aceleași surse, Saltuk-Nâme, Sarı Saltuk a trăit 99 de ani, fiind ucis prin otrăvire și printr-o lovitură de hanger. Cu toate acestea, se spune că înainte să-și dea ultima suflare l-a omorât pe cel care a l-a otrăvit și înjunghiat.
Potrivit unei legende, Sarı Saltuk a cerut ca după moarte, corpul să-i fie pus într-unul din cele șapte coșciuge și să fie trimise apoi în șapte țări. Se pare că acestea au fost aduse la Moscova, Polonia, Cehia, Suedia, Moldova și Dobrogea.
În Seyahatnâme, Evliya Çelebi pretinde că Sarı Saltuk le-ar fi spus oamenilor săi: Ölünce Neni yıkayıp yedi tabut hazırlayın, çünkü enim için yedi kral cenk etmeli!(După ce mor să mă spălați și să îmi pregătiți șapte sicrie, căci pentru mine trebuie să se lupte șapte regi!) 
Sarı Saltuk a fost un personaj influent, mai ales în zona balcanică. Astfel, musulmanii din Albania, Macedonia, Tracia și Dobrogea l-au îndrăgit și venerat, mulți susținând că mormântul său se află pe teritoriul locuit de ei. Însă în general este acceptată ideea că mausoleul său se află în Babadag, România.

## Figură legendară
Principalele surse care tratează viața, și mai ales stabilirea lui Sarı Saltuk pe teritoriul Dobrogei, sunt cronicile otomane sau selgiukide. În acest sens, cea mai importantă dintre acestea se numără cea creată de Yazıcıoğlu Ali (cunoscut și ca Yazıcızade) în timpul domniei sultanului Murad al II-lea (1421-1451), căruia i-o și dedică. Această cronică, intitulată Tarihi ali Selçuk a fost analizată și valorificată de numeroși oameni de știință, deopotrivă turci și străini. 

O altă sursă fundamentală, de la jumătatea secolului al XVI-lea, care tratează subiectul trecerii lui Sarı Saltuk din Anatolia în Rumelia, este cea a lui Kemalpașazade (Șemseddin Ahmed Ibn-i Süleyman ibn-i Kemal Pașa), și al cărei titlu este Tarih-i al-i Osman.
A treia sursă importantă este considerată a fi opera lui Seyyid Lokman, intitulată Oğuzname. Această operă, creată între 24 iulie 1599 și 12 iulie 1600, este considerată a fi de fapt un rezumat destul de larg al creației lui Yazıcıoğlu, Tarihi ali Selçuk.
Sarı Saltuk este prezentat și în "Velâyetenâme-i Hacı Bektaș Veli", drept un cioban care, din porunca lui Hacı Bektaș pleacă împreună cu Ulu Abdal și Kiçi Abdal, din Sinop la Gruzia și după ce îi trece la islam pe gruzini, pleacă spre Dobrogea, urcă la Cetatea Caliacra, unde omoară un balaur, urmând să îi invite pe locuitorii din zonă să îmbrățișeze islamul.
Cu toate că viața și personalitatea lui Sarı Saltuk au fost tratate în diverse opere hagiografice, cea mai importantă sursă în acest sens rămâne, fără îndoială, Saltuk-Nâme. Aici sunt prezentate pe lângă războaiele și evenimentele importante din viața eroului, legendele altor persoane importante ale vremii (secolul al XIII-lea), cât și relațiile pe care le avea Sarı Saltuk cu acestea. În secolul al XV-lea, Ebü’l-Hayr-I Rumi, colectând și punând în scris spusele poporului cu privire la acesta, a dus la bun sfârșit așa-numita „Epistola lui Saltuk “- Saltuk-Nâme -, în trei volume.
La apariția acestei opere un rol foarte mare l-a avut Cem Sultan, fiul sultanului Mehmet al II-lea, cuceritorul Constantinopolului. Pe când trecea din Edirne la Babadag, a auzit legendele legate de Sarı Saltuk, și plăcându-i foarte mult, îl însărcinează pe Ebü’l-Hayr-I Rumi cu strângerea acestora, reușind după șapte ani de peregrinări prin Anatolia și Rumelia să realizeze această operă în trei volume (în anul 1480).
Viața lui Sarı Saltuk a fost tratată și de către Evliya Çelebi, în Seyahatnâme. El este prezentat ca fiind unul dintre nepoții lui Ahmet Yesevi, cel care îi oferă sabia din lemn lui Muhammad Buhari, cunoscut sub numele de Sarı Saltuk, trimițându-l împreună cu șapte sute de persoane pentru a-i veni în ajutor lui Hacı Bektaș.

## Venirea în Dobrogea
În toate sursele, Sarı Saltuk este prezentat drept un sfânt din Horasan, care a venit în Anatolia pe la jumătatea secolului al XIII-lea, și precum alte personalități, a încercat și reușit să răspândească, să dezvolte cultura turcă și  Alevi, susținând starea de fericire și liniște a tuturor oamenilor, care trăiesc într-o atmosferă de pace și prietenie.
Yazıcıoğlu, în opera sa, Tarihi ali Selçuk, relatează despre așezarea lui Sarı Saltuk în Dobrogea:  Fasilievs M. Paleologul Dobruca ilini ki eyü devvar bihark tendürüsy ve abu havası hubaverleridir, anlara yer yurt verdi ve Anadoludağı kendülere ta’alluk Türk obalarına el altından haber ettiler (Izzettin Keykavuz). Kıșlak bahamesi ili Iznik’e inup az müdette Üsküdar’dan çok Türk evi geçti. Merhumi mağfur Sarı Saltuk anlarınla bili geçti. Çokluk zaman Dobruca ilinde iki üç pare müslüman șehri ve otuz kırk bölük Türk obaları vardı.  (Vasiliev le-a dat ca loc și patrie Dobrogea, care este un colț bun, cu apa și aerul purtători de sănătate și frumusețe. Au înștiințat pe ascuns corturile turcești din Anatolia, care le aparținea. Sub pretextul iernatului, acestea au coborât la Iznik și în scurt timp au trecut prin Üsküdar-[Scutari] multe case [corturi] turcești. Răposatul fără prihană a trecut împreună cu ei [Sarı Saltuk]. Multă vreme în ținutul Dobrogea au existat două-trei orașe și 30-40 grupuri de corturi turcești).
Seyyid Lokman relatează despre venirea lui Saltuk Baba în Dobrogea astfel: Sarı Saltuk uburi Rum iline altı yüz altmıș iki idi hem Hep Oğuznameyi tetebbü idüp Yazdı iclal ili Seyyid Lokman.(Trecerea lui Saltuk baba în partea cealaltă a fost exact în anul șase sute șaizeci și doi).

### Contextul istoric
În anii 1246, după puternica dominație a mongolilor în Anatolia, odată cu moartea lui Gıyaseddin Keyhüsrev II, între fiii săi Izzedin Keykavus II, Kılıçarslan IV și Alaeddin Keykubad II se naște o dispută pentru tron. Izzedin Keykavus II, care este înfrânt în acest conflict, se refugiază împreună cu apropiații săi la împăratul bizantin, Mihail al VIII-lea Paleologul. Acesta din urmă, la cererea lui Keykavus de a-i oferi un teritoriu, îi oferă ținutul Dobrogei, care pe atunci era nelocuit. Astel, în anii 1263-1264, o populație însemnată de turcmeni din zona Iznik și Izmit trecând prin Rumelia, se stabilesc în Dobrogea. Iar în fruntea acestor turcmeni se afla Sarı Saltuk.
Se pare că același Izzedin Keykavus, încercând să-l dea jos pe împărăt de pe tron, organizează un complot, dar este prins și închis în zona Enez. Este salvat de Berke, hanul Crimeii și merge împreună cu turcmenii ce-l însoțeau în provincia Feodosia (Kefe), unde se și stabilesc. După moartea lui Izzedin, survenită în anul 1278, turcmenii se reîntorc în Dobrogea, fiind însoțiți de Sarı Saltuk. Acesta va rămâne aici până la moarte, apărută în anul 1293.
Făcând parte din rândul dervișilor care au avut rolul de a proteja unitatea turcă, și pe de altă parte, de a restabili ordinea în perioada în care conducerea selgiukidă începuse să decadă, odată ajuns să fie în scurt timp apreciat, a reușit să răspândească religia islamică în zona balcanică, inclusiv în Babadag.

## Sarı Saltuk Baba și orașul Babadag
Cele mai vechi informații cu privire la Sarı Saltuk Baba sunt regăsite în manuscrisul lui Ibn Battuta (1304-1377), intitulat Seyahatnâme. Dervișul arab Battuta, care a trecut prin Dobrogea în anul 1330 (sau 1331) consemnează astfel: „Potrivit celor spuse, Saltuk Baba a fost un gânditor îndrăgit, respectat și apreciat precum un profet‟.
De amintirea lui Saltuk Baba este legat numele localității Babadağ (baba înseamnă „tată, conducător, strămoș‟, iar dağ înseamnă „munte‟). Alexandrescu-Dersca Bulgaru (Alexandrescu-Dersca, 1978, 448) crede că în stadiul actual la informației istorice de care dispunem, nu putem preciza încă dacă Sarî Saltuk a fost întemeietorul orașului Babadag sau numai eponimul lui, stabilindu-se împreună cu coloniștii turci pe locul unei așezări mai vechi românești, unde a fost îngropat și căreia i s-a dat denumirea după numele său, datorită acestui fapt.
O altă informație cu privire la Saltuk Baba și orașul Babadag este cuprinsă într-o sursă datând din anul [[1538. Această sursă, având titlul Munsa’at es Selattin se regăsește în jurnalul de expediție, călătorie pe care sultanul Soliman Magnificul o face în  Moldova, împotriva lui Petru Rareș. Este consemnat faptul că sultanul ajunge în orașul Babadag împreună cu armata sa, pe data de 17 august 1538, că găsește mormântul lui Saltuk Baba, făcându-i astfel o vizită. În aceeași scriere se spune că sultanul a mers la pescuit în apropiere de Babadağ și că localnicii i-au fost alături, ajutându-l. ‟.

### Mormântul lui Sarı Saltuk Baba din orașul Babadag
Mormântul lui Sarı Saltuk Baba a fost găsit în urma unui vis. Potrivit lui Evliya Çelebi, sultanul otoman Baiazid al II-lea –cel care are acest vis– ajunge în Babadağ în vremea expedițiilor în Chilia și Cetatea Albă. Locuitorii din Babadağ îi spun sultanului că acolo se s-a aflat un mormânt cunoscut sub numele de Saltuk, dar care cu timpul s-a transformat într-un morman de gunoi și că astfel a dispăruit acest mormânt. Sultanul Baiazid se duce în acest loc împreună cu vizirul său, Kara Șemseddin, unde își pregătesc locul pentru rugăciune. După rugăciune, se culcă pentru a primi un vis. În vis, sultanul Baiazid îl vede pe Sarı Saltuk, apărându-i cu un turban verde pe cap și purtând o barbă aurie. Îi spune sultanului cuvinte de bun venit și că va cuceri fără luptă Chilia și Cetatea Albă. Apoi îi cere să îl salveze din acea grămadă de gunoi. A doua zi, sultanul îi cere vizirului să-și scrie pe foaie visul pe care l-a avut. Și sultanul își scrie visul, apoi trimite șeyhülislamului toate aceste notițe. Visul celor doi era unul și același. La vederea acestora, șeyhülislamul îi spune sultanului să construiască acolo un mare lăcaș de cult. Auzind acestea, Baiazid al II-lea curăță locul și în urma săpăturilor găsește un cufăr din marmură pe care scria: „Acest mormânt este al lui Saltuk Bay Seyyid Mehemmed Gazi‟. Sultanul Baiazid poruncește construirea deasupra acestui cufăr a unui mausoleu cu cupolă, urmată de construirea unui han, a unei școli coranice, a unui caravanserai, a unui bazar și a unei cantine pentru săraci.
În noaptea în care sultanul Baiazid și vizirul său, Kara Șamseddin aveau să plece la drum, Sarı Saltuk le apare din nou în vis. Acesta din urmă le spune amândurora să înlăture cupola de plumb de deasupra-i și în locul ei să facă una de lemn. De dimineață, cei doi își spun visul și poruncesc să se construiască o cupolă din lemn care să se înalțe până la cer.
Despre modul în care a fost găsit mormântul lui Saltuk Baba există printre turci următoarea legendă :„Trăia prin pădurile Babadagului un cioban numit Koyun Baba („tatăl oilor‟). El își păștea turmele prin valea unde se află astăzi orașul. El a observat că de câte ori treceau oile pe lângă un loc ce părea a fi un mormânt, oile se despărțeau și îl ocoleau. Și cum între turci există credința că oile nu calcă niciodată pe un loc sfânt, el a dedus că acolo trebuie să fie mormântul lui Sarî Saltuk Baba, care fusese ucis într-un război.‟
Localnicii turci ai Babadagului, din dorința de a-și cunoaște obârșia, află tot mai multe date existente în literatura istorică scrisă pe care le povestesc cu mare plăcere, în care Sarî Saltuk este glorificat, el este eroul, luptătorul, viteazul care în secolul al XIV-lea a întemeiat, împreună cu un număr de câteva mii de turci seldjuchizi și famiile lor, cea mai veche așezare turcească de pe teritoriul Dobrogei: Babadagul de azi.‟
În legătură cu mormântul lui Baba Saltîk, după cum relatează arhiepiscopul bulgar Petru Bogdan Bacsici, în acest oraș, turcii țin la mare cinste un mormânt lung, într-o moschee, înconjurat de candele și sfeșnice în care ard lumânări de ceară. Se află acolo mulți derviși, călugări de-ai lor care se canonesc, mulți umblă desculți, aproape goi și duc o viață austeră. Din iubire pentru mormânt, sunt primitori cu străinii. Lângă acest mormânt se află Ulu Geamia, azi dispărută, care devenise cu timpul loc de pelerinaj, cultul său fiind totuși puternic influențat de credințele creștine.
Localnicii știu că Sarî Saltuk a fost un emisar al Imperiului Bizantin, care a apărat hotarele Bizanțului în partea de nord, și că după legende, mormântul său se află în Babadag, acum pe strada Măcin, și că datorită contribuției comunității, aici s-a ridicat un mausoleu, mausoleul lui Sarî Saltuk Dede. Oamenii se duc acolo, fac rugăciuni la el, atârnă bucăți de cârpe de liliecii de la mormânt, având credința că ceea ce au ei de gând să facă, ce vor, se îndeplinește dacă se roagă la el.